# Tripterygion
Tripterygion es un género de peces perciformes de la familia Tripterygiidae.

## Especies
Se reconocen las siguientes especies:
- Tripterygion delaisi
- Tripterygion melanurus
- Tripterygion tripteronotus
- Tripterygion nasus - sinónimo de T. tripteronotus [2]
- Tripterygion tartessicum
- Tripterygion xanthosoma - sinónimo de T. delaisi [2]